# Ngoya elwe
Ngoya elwe is een schietmot. De familie is nog onzeker. De soort komt voor in het Oriëntaals gebied.